# 53.º Regimiento Aéreo
El 53.º Regimiento Aéreo (53. Flieger-Regiment) fue una unidad de la Luftwaffe de la Alemania nazi.

## Historia
Fue formado el 16 de agosto de 1942, a partir del 53º Regimiento de Instrucción Aérea. En junio de 1944 es renombrado como 53.er Regimiento de Campaña del Distrito Aéreo Bélgica-Norte de Francia con 2 batallones.

## Orden de batalla
- 1942: Plana Mayor, I. - III.